# Fuerza Aérea Siria
La Fuerza Aérea Siria (en árabe: القوات الجوية العربية السورية‎, Al Quwwat al-Jawwiyah al Arabiya as-Souriya) es la fuerza aérea de las Fuerzas Armadas de Siria. Se fundó en 1948, los sistemas de defensa aérea en tierra se agrupaban bajo la Fuerza de Defensa Aérea Siria, que divide tanto de la Fuerza Aérea y el Ejército.

## Historia
El fin de la Segunda Guerra Mundial condujo a la retirada del Reino Unido y de Francia de Oriente Medio, que incluía el país árabe. La Fuerza Aérea siria fue establecida en 1948, después de la graduación del primer grupo de pilotos sirios en escuelas de aviación británicos. Sus aviones participaron en combate durante las guerras con Israel de 1948, 1967 y 1973.
A finales del 1950, con el intento de crear la República Árabe Unida, que unificaría sirios y egipcios en una sola nación, hubo un crecimiento significativo de aviones militares y la unión no duró mucho tiempo, y el ascenso al poder de Partido Baath con Hafez al-Assad, Siria comenzó a buscar la colaboración de miembros del Pacto de Varsovia, estableciendo lazos más estrechos con la Unión Soviética. La influencia de los soviéticos se mantuvo fuerte en la fuerza aérea siria, lo que refleja el papel clave desempeñado por la URSS en su modernización y expansión en las décadas de 1960 y 1970. En Guerra de los Seis Días, los sirios perdió dos tercios de sus aviones, con el resto de volver a las bases en zonas remotas de Siria. Esto, a su vez, ayudó a Fuerzas de Defensa de Israel para derrotar al ejército sirio, y condujo a la ocupación de Altos del Golán.
En 1973, el Guerra de Yom Kipur, no fue un éxito inicial de Siria y Egipto, aunque de nuevo la Fuerza Aérea de Israel han causado baja en Aire sufrió. Las fuerzas aéreas Egipcia y Siria, junto con sus defensas antiaéreas derribaron 114 aviones de guerra israelí durante el conflicto, con la pérdida de alrededor de 442 de los suyos, incluyendo docenas que murieron accidentalmente por sus propias baterías de misiles tierra-aire. Durante la guerra de Líbano de 1982, causó un severo golpe a la Fuerza Aérea de Siria, con más de un centenar de aviones y decenas de baterías misiles de defensa aérea está perdiendo. Durante las décadas restantes de 1980 y 1990, la Fuerza Aérea Siria lucharon para mantener sus aviones operativo y proporcionar horas de vuelo suficiente para los pilotos. Debido a la caída de la Unión Soviética, sufrió otro revés que interrumpió el flujo de equipos.
A causa de la ofensiva insurgente que tuvo lugar hacia finales de 2024 que finalmente derrotó al gobierno de Bashar Al-Assad, la Fuerza Aérea Árabe Siria dejó de existir como tal. La mayoría del equipamiento fue destruido por Israel, y los remanentes han sido capturados por las nuevas autoridades sirias.

## Aeronaves
| Aeronave                          | Imagen                            | Origen                            | Tipo                                     | Versión                           | Números en activo                                                   | Notas al pie y referencias                                                                                            |
| Aviones de caza/combate/bombardeo | Aviones de caza/combate/bombardeo | Aviones de caza/combate/bombardeo | Aviones de caza/combate/bombardeo        | Aviones de caza/combate/bombardeo | Aviones de caza/combate/bombardeo                                   | Aviones de caza/combate/bombardeo                                                                                     |
| --------------------------------- | --------------------------------- | --------------------------------- | ---------------------------------------- | --------------------------------- | ------------------------------------------------------------------- | --- |
| MiG-29                            |                                   | Unión Soviética/ Rusia            | Caza polivalente                         | MiG-29                            | 29 en servicio o en proceso de ser adquiridos.                      | Rusia suministra nuevas aeronaves y repuestos a las ya existentes.                                                    |
| MiG-25                            |                                   | Unión Soviética                   | Caza interceptor y de reconocimiento     | MiG-25                            | Para 2020 el número es muy inferior, llegando a cerca de 2 unidades | |
| Sujói Su-24                       |                                   | Unión Soviética/ Rusia            | Avión de ataque a tierra                 | Su-24MK                           | 16                                                                  | |
| MiG-23                            |                                   | Unión Soviética                   | Cazabombardero                           | MiG-23BN                          | menos de 87 unidades en el 2020                                     | el número real de estas aeronaves podría ser muy menor al mostrado, considerando los derribos y la falta de repuestos |
| MiG-21                            |                                   | Unión Soviética                   | Avión de caza                            | MiG-21                            | Un número cercano a las 51 unidades                                 | Antes del estallido de la guerra civil podían estar cerca de 140 unidades en el inventario                            |
| Sujói Su-17                       |                                   | Unión Soviética                   | Cazabombardero                           | Su-22                             | 39 en servicio                                                      | |
|                                   |                                   |                                   |                                          | Total Cazas                       | <224                                                                | |
| Aviones de entrenamiento          |                                   |                                   |                                          |                                   |                                                                     | |
| L-39 Albatros                     |                                   | Checoslovaquia                    | Entrenador jet avanzado y ataque ligero  | L-39ZO                            | ~40                                                                 | |
| Yakovlev Yak-130                  |                                   | Rusia                             | Avión de entrenamiento y ataque a tierra |                                   | 26                                                                  | |
| Helicópteros                      |                                   |                                   |                                          |                                   |                                                                     | |
| Mil Mi-35                         |                                   | Unión Soviética/ Rusia            | Helicóptero de ataque y transporte       |                                   | 15                                                                  | |
| Mil Mi-28                         |                                   | Rusia                             | Helicóptero de ataque                    |                                   | 10                                                                  | |
| Mil Mi-24                         |                                   | Unión Soviética                   | Helicóptero de ataque y transporte       |                                   | 33                                                                  | |
| Mil Mi-8                          |                                   | Rusia                             | Helicóptero de transporte                |                                   | <60 (2017)                                                          | 130 (2011) |

## Escarapela

(1948–1958)
(1958–1961)
(1961–1963)
(1963–1972)
(1972–1980)
(1980–2024)